# Bedtime
Singles de Usher
My Way
(1998) Pop Ya Collar
(2001)
Bedtime est le dernier single de l'album My Way réalisée par le chanteur de R'n'B américain Usher. Ce single a été diffusé à la radio en 1998 et a culminé à la place de no 66 sur le US Billboard Hot R'n'B / Hip-Hop Songs Charts.

## Liste des titres
1. Bedtime [Version de l'album] - 4 min 45.
2. Bedtime [Version en Live] - 7 min 06.

## Crédits
Informations issues et adaptées du livret de l'album My Way (LaFace Records, 1997) et du site Discogs.
- Usher : interprète principal, chœurs
- Babyface : auteur, compositeur, producteur, claviers, programmations et chœurs
- Greg Phillinganes : piano
- Nathan East : basse
- Shanice Wilson : chœurs
- Manny Marroquin et Paul Boutin : enregistrement
- Jon Gass : mixage
- Kyle Bess : ingénieur du son assistant (mixage)
- Randy Walker : programmation midi
- Ivy Skoff : coordinatrice

## Rangs
| Liste des Charts                       | Positions |
| -------------------------------------- | --------- |
| US Billboard Hot R'n'B / Hip-Hop Songs | N° 66     |

## Apparition dans les médias
Usher chante le single Bedtime dans un épisode de la série télévisée Moesha en 1999.